# Lame Deer
Lame Deer, Meaveʼhoʼeno, is een plaats (census-designated place) in de Amerikaanse staat Montana, en valt bestuurlijk gezien onder Rosebud County.

## Demografie
Bij de volkstelling in 2000 werd het aantal inwoners vastgesteld op 2018.

## Geografie
Volgens het United States Census Bureau beslaat de plaats een oppervlakte van
143,9 km², geheel bestaande uit land. Lame Deer ligt op ongeveer 1014 m boven zeeniveau.

## Plaatsen in de nabije omgeving
De onderstaande figuur toont nabijgelegen plaatsen in een straal van 32 km rond Lame Deer.